# 羅伯·莫羅
羅伯·莫羅（英語：Rob Morrow，1962年9月21日—）是美國的一位演員和導演。他在北國風雲中飾演Dr. Joel Fleischman角色並使他得到三項金球獎和兩項艾美獎提名。